# Bibliothèque Maisonneuve
La bibliothèque Maisonneuve est située dans l’arrondissement Mercier-Hochelaga-Maisonneuve à Montréal. Elle fait partie du réseau de bibliothèques publiques de la ville de Montréal.

## Description
La bibliothèque Maisonneuve est une bibliothèque publique qui offre, par définition, un accès gratuit à ses ressources à tous les résidents de sa ville. Elle est l’une des 45 bibliothèques du réseau de bibliothèques publiques de Montréal qui s’étend dans 19 arrondissements de la ville. Elle est située dans l’arrondissement Mercier-Hochelaga-Maisonneuve avec les bibliothèques Hochelaga, Langelier et Mercier.

## Histoire

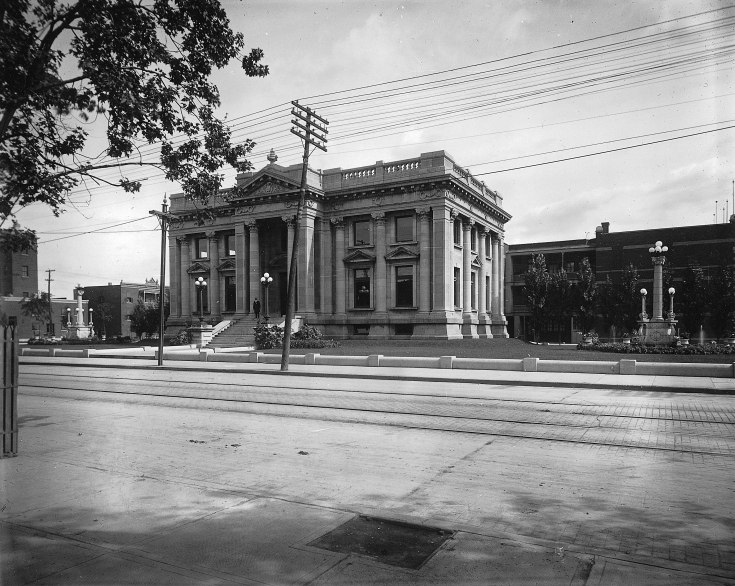
Hôtel de ville de Maisonneuve en 1916

Au début du XXe siècle, la ville de Maisonneuve entame un projet d’aménagement dans le but de transformer la ville en centre industriel. Québec donne l’autorisation au maire Alexandre Michaud d’octroyer 25 000 piastres pour le réaménagement de l'hôtel de ville et du laboratoire bactériologique municipal ainsi que la création d’une bibliothèque municipale. Sous la direction de l’ingénieur municipal Marius Dufresne, l’édifice qui abrite aujourd’hui la bibliothèque Maisonneuve est construit entre les années 1910 et 1912 dans le but d’y loger l’hôtel de ville,. Il est conçu par l’architecte Joseph-Cajetan Dufort, aussi reconnu pour la création du théâtre Séville et du théâtre Corona, inspiré du mouvement des Beaux-Arts. En 1912, la ville inaugure conjointement l’avenue Morgan et l’hôtel de ville dont la construction coûte 3,4 fois plus cher que prévu. Le projet engendre aussi la création du marché public, l’édifice du bain public et du gymnase de l’avenue Morgan et de la caserne Letourneux. Bien que le projet inclut aussi la création d’une bibliothèque située où se trouve le parc Maisonneuve, ce dernier n’aboutit jamais. Ces constructions et aménagements urbains appauvrissent les finances de la ville qui est par conséquent annexée à la ville de Montréal en 1918.
En 1926, à la suite de cette annexion, le bâtiment est réaffecté pour y accueillir l’Institut du radium de l’Université de Montréal, fondé en 1922 par le docteur Joseph Ernest Gendreau. Avec une trentaine de lits aménagés, l’Institut se consacre aux traitements contre le cancer. C’est l’endroit où Mary Travers, connue sous le nom de La Bolduc, a été hospitalisée et est décédée en 1941,. En 2018, l’artiste Laurent Gascon crée une œuvre murale représentant le visage de La Bolduc sur le mur extérieur ouest de la Maison de la culture Maisonneuve qui fait face à la bibliothèque Maisonneuve. En 1967, l’Institut du radium ferme ses portes puisque cet élément n’est plus utilisé pour traiter le cancer.
En 1981, environ 60 ans après la mention du déploiement d’une bibliothèque dans le quartier, l’édifice de l’ancien hôtel de ville est réaménagé pour y accueillir la Maison de la culture Maisonneuve, la première maison de la culture de Montréal qui incluait alors de facto une bibliothèque publique,. La création de la bibliothèque Maisonneuve s’inscrit dans l’élan de déploiements de succursales pour la Bibliothèque de la ville de Montréal dans les années 80 sous le conservateur de celle-ci, Jacques Panneton. En 2005, la Maison de la culture quitte l’édifice et s’installe dans l’ancienne caserne de pompiers inaugurée en 1907 dans la foulée de l’érection de bâtiments pour la ville de Maisonneuve.
En 2021, la ministre de la Culture et des Communications Nathalie Roy annonce un avis d’intention de classement pour le site de l’Ancienne-Cité-de-Maisonneuve, comprenant l’édifice de la bibliothèque Maisonneuve. Elle figure au Répertoire du patrimoine culturel du Québec comme un site patrimonial qui comporte une valeur historique, architecturale, artistique, urbanistique et paysagère.

## Réhabilitation et agrandissement

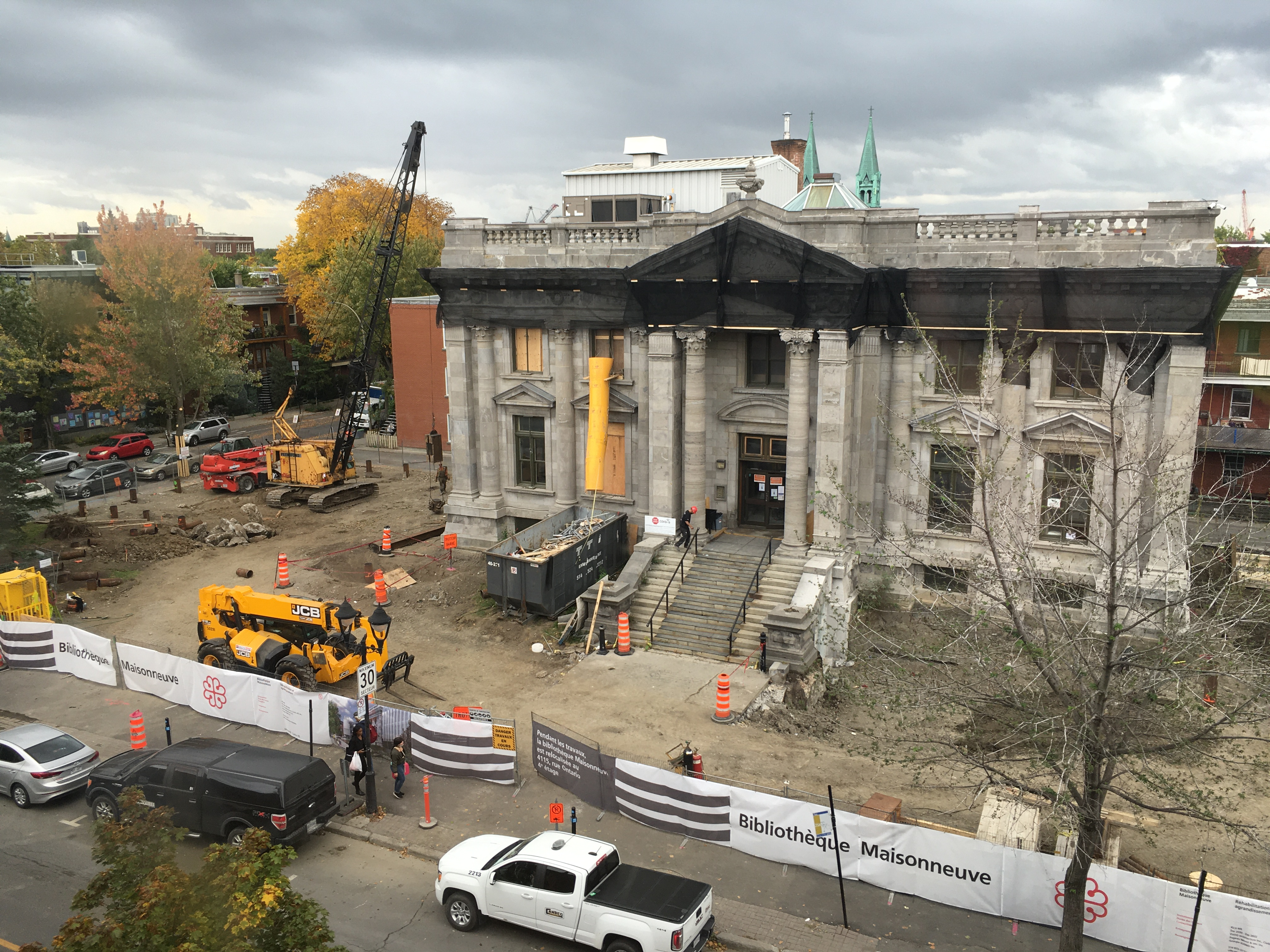
Début des travaux en septembre 2020

Malgré plusieurs changements majeurs apportés aux bibliothèques de la ville de Montréal à la fin du XXe siècle, le réseau est toujours en retard par rapport aux autres grandes villes du Canada. En 2000, le taux d’abonnement de la population est de 29,03% alors qu’il est de 52% à Toronto et à Ottawa. Les espaces physiques, les collections et les ressources humaines laissent à désirer. Afin de remédier à cela, la ville de Montréal lance le programme RAC (Rénovation, Agrandissement et Construction) qui a pour but de réduire ce déficit pour assurer à ses citoyens des meilleurs services de bibliothèque,.
En 2016, dans le cadre de ce projet, l’ancien maire de Montréal, Denis Coderre, annonce que la bibliothèque Maisonneuve sera rénovée et agrandie afin de pouvoir offrir une plus grande collection, de nouvelles technologies ainsi qu’un nouvel aménagement pour la place Ernest-Gendreau. Le projet vise à ajouter de l’espace tout en conservant et mettant en valeur le bâtiment d’origine,. L’année suivante, Montréal lance un concours public d’architecture pour l’agrandissement de la bibliothèque Maisonneuve. Le jury choisit de confier le projet aux firmes Dan Hanganu architectes et EVOQ Architecture,,. Les firmes proposent l’ajout d’atriums vitrés des deux côtés du bâtiment, ce qui fera passer la superficie de 1240 à 3313 m2. Les travaux débutent à l’été 2020 et se terminent au printemps 2023,. Financé par le gouvernement du Québec et la ville de Montréal, le projet s’est vu accorder un budget de 23,2 millions $ pour finalement augmenter de 50%. Ce coût élevé s’explique par l’importante rénovation qui doit être faite sur le bâtiment d’origine qui n’a pas été sérieusement rénové depuis l’arrivée de la bibliothèque en 1981,. Conformément à la Politique d'intégrations des arts à l'architecture, une œuvre d'art de Clément de Gaulejac intitulée Bottes de pluie fut installée devant la bibliothèque. Cette sculpture est une fontaine en forme de paire de bottes sur un socle en pierre.
L’agrandissement de la bibliothèque s’ancre dans un courant de bibliothèques publiques qui, s’adaptant à leurs communautés, tentent de créer des espaces favorables aux rencontres en modifiant leur architecture et leur design. La bibliothèque Maisonneuve vise à occuper une place centrale dans la vie des citoyens en étant un espace pour la culture, l’apprentissage et les échanges.

## Galerie

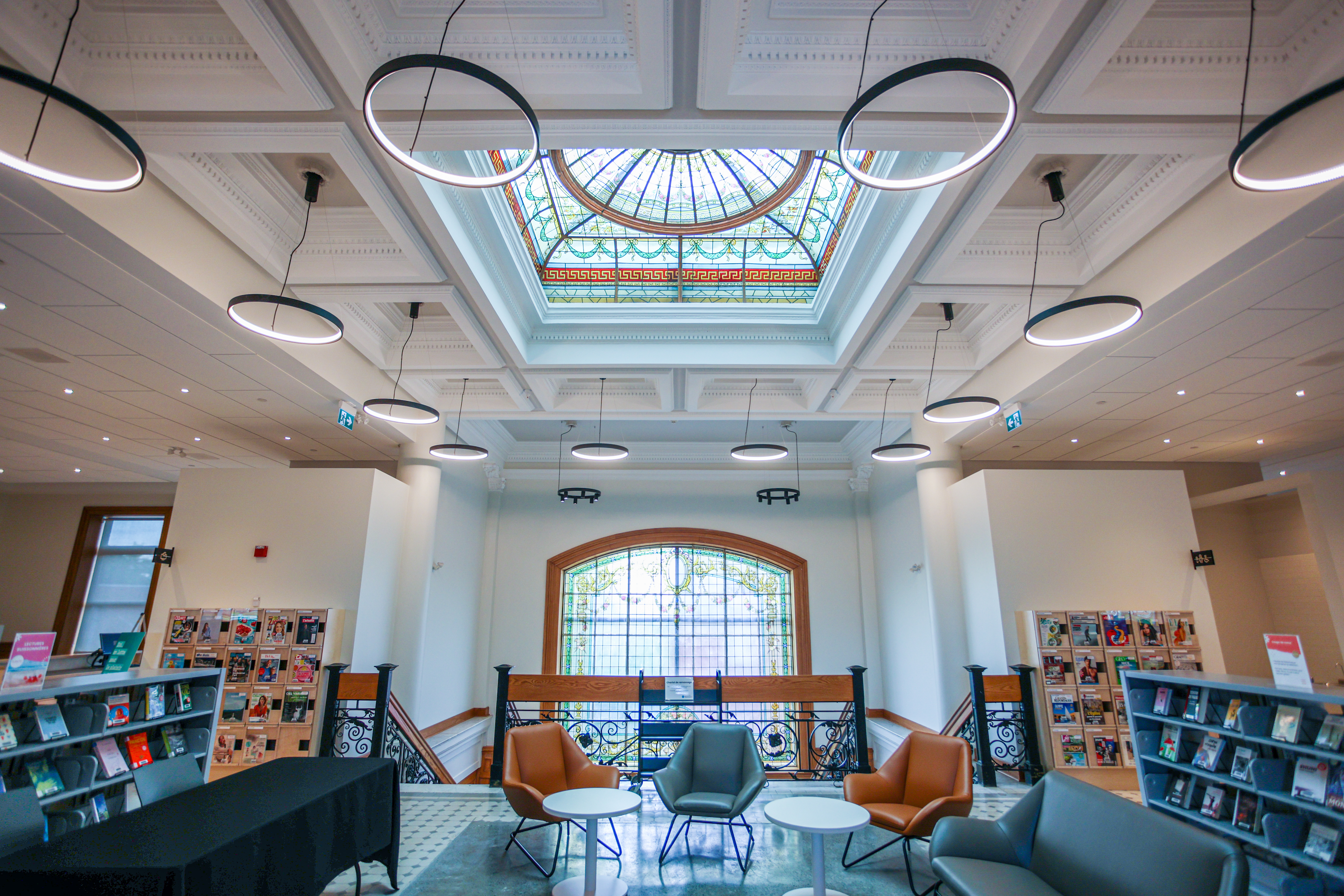
Section Adultes
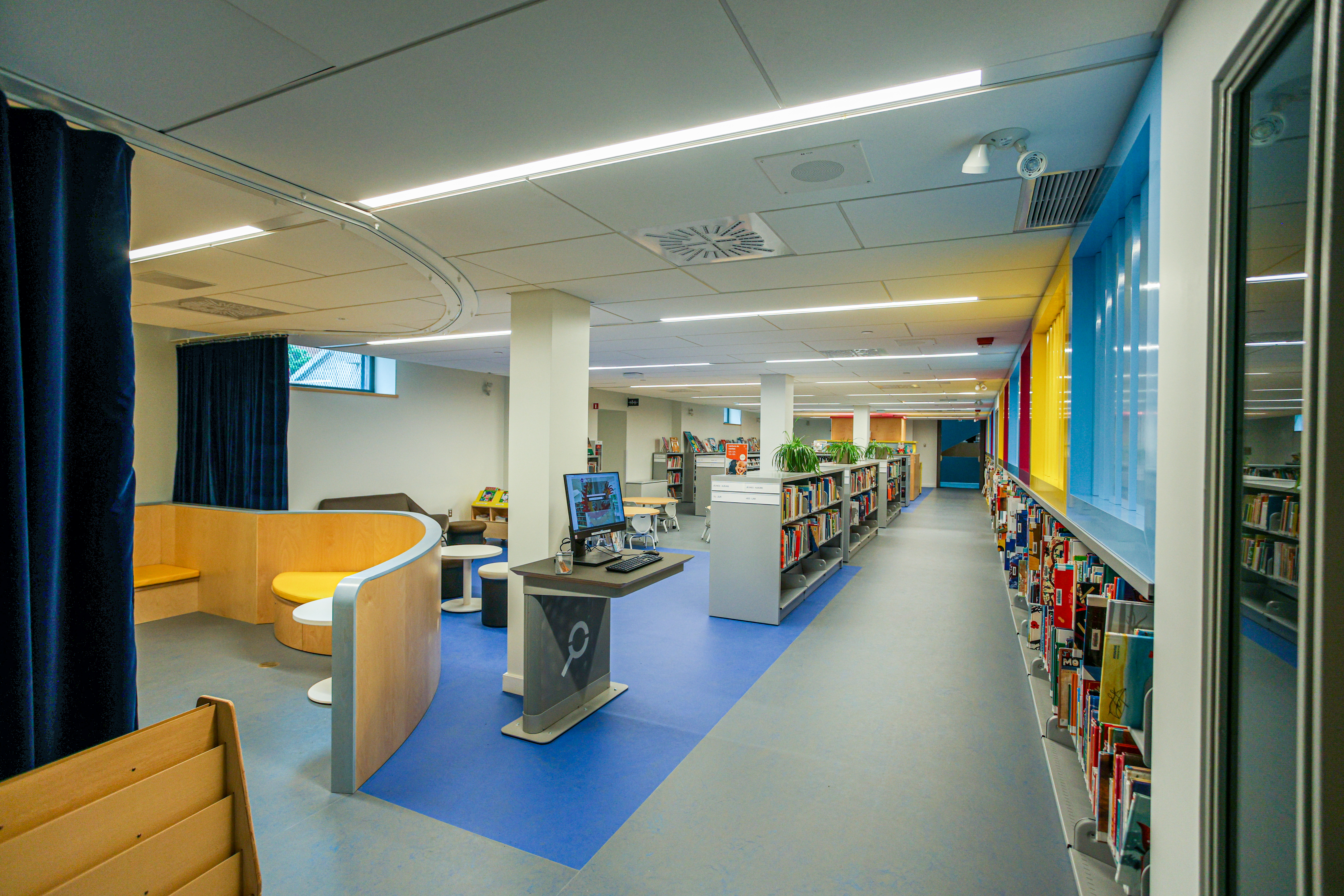
Section des tout-petits
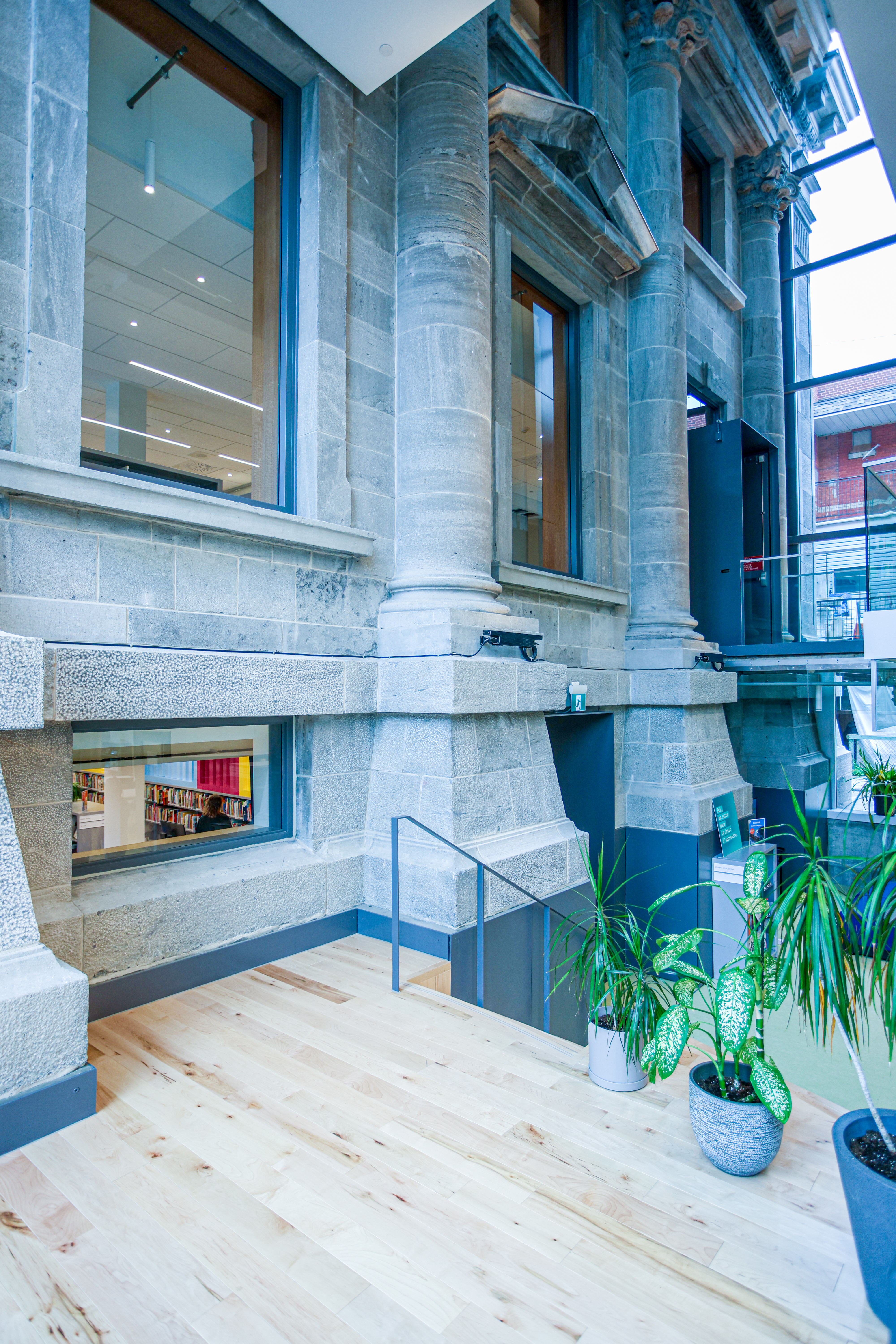
Mise en valeur de la partie patrimoniale
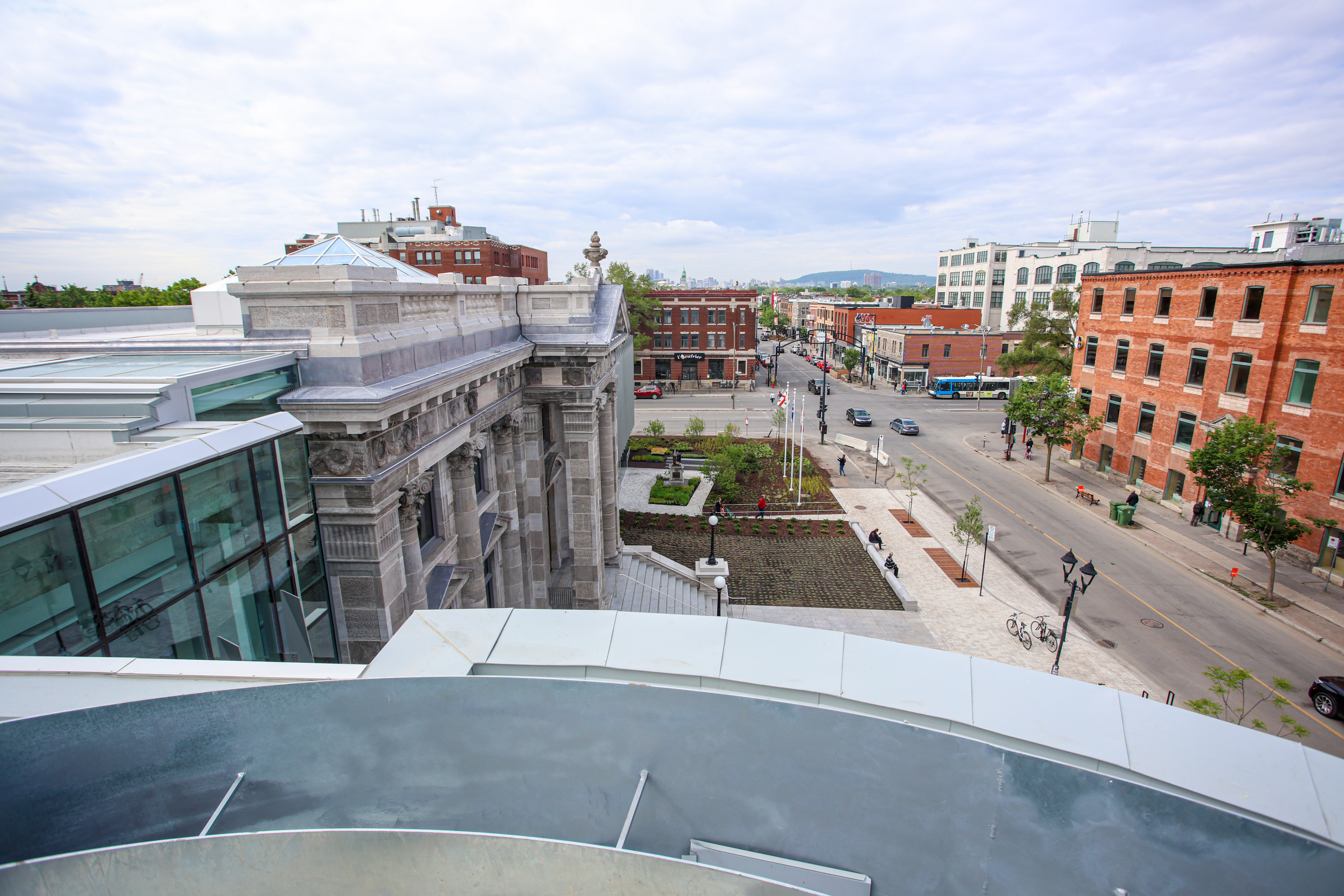
Vue vers l'ouest depuis la terrasse sur le toit
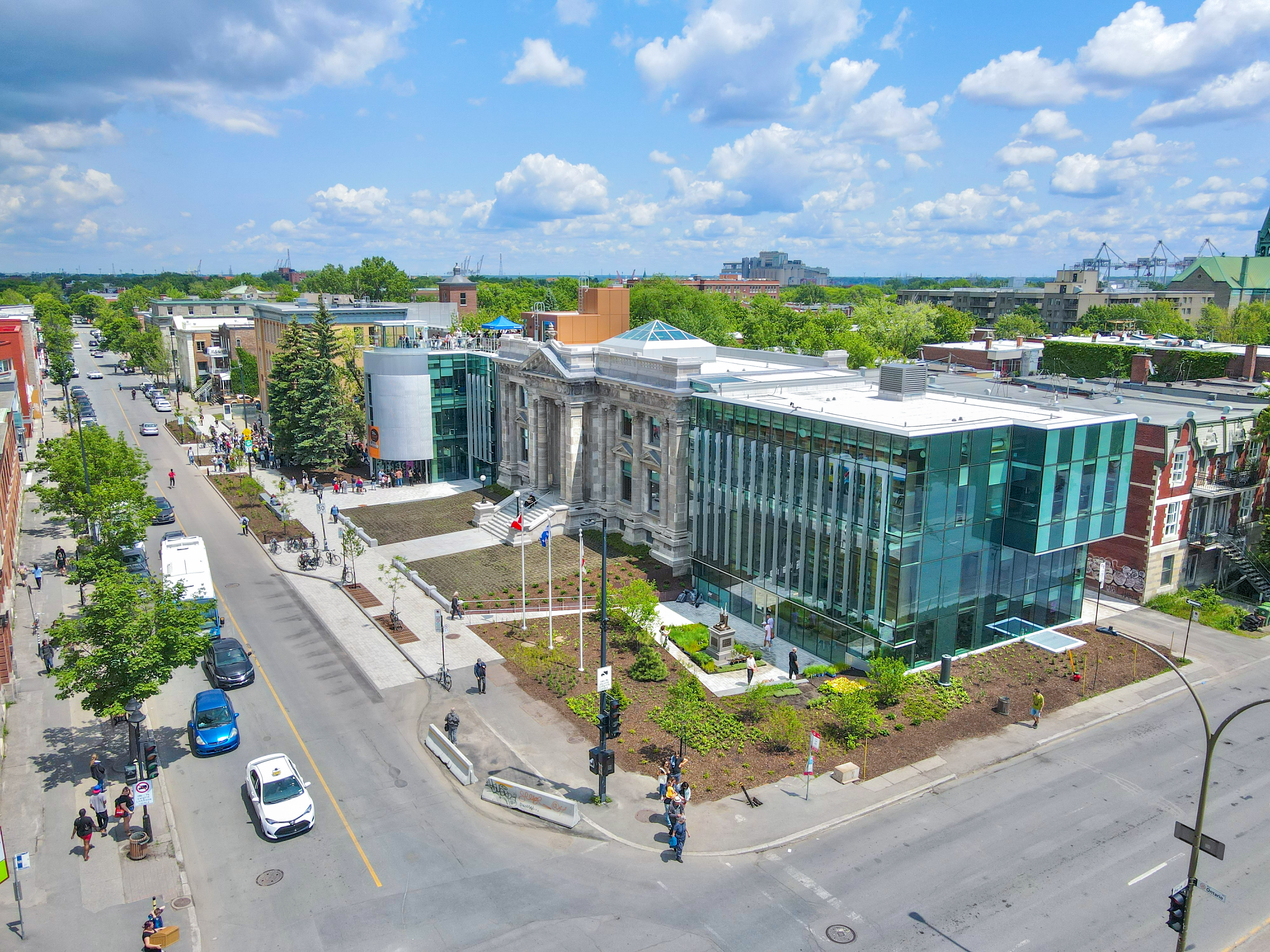
Vue aérienne et en angle de la bibliothèque depuis l'ouest
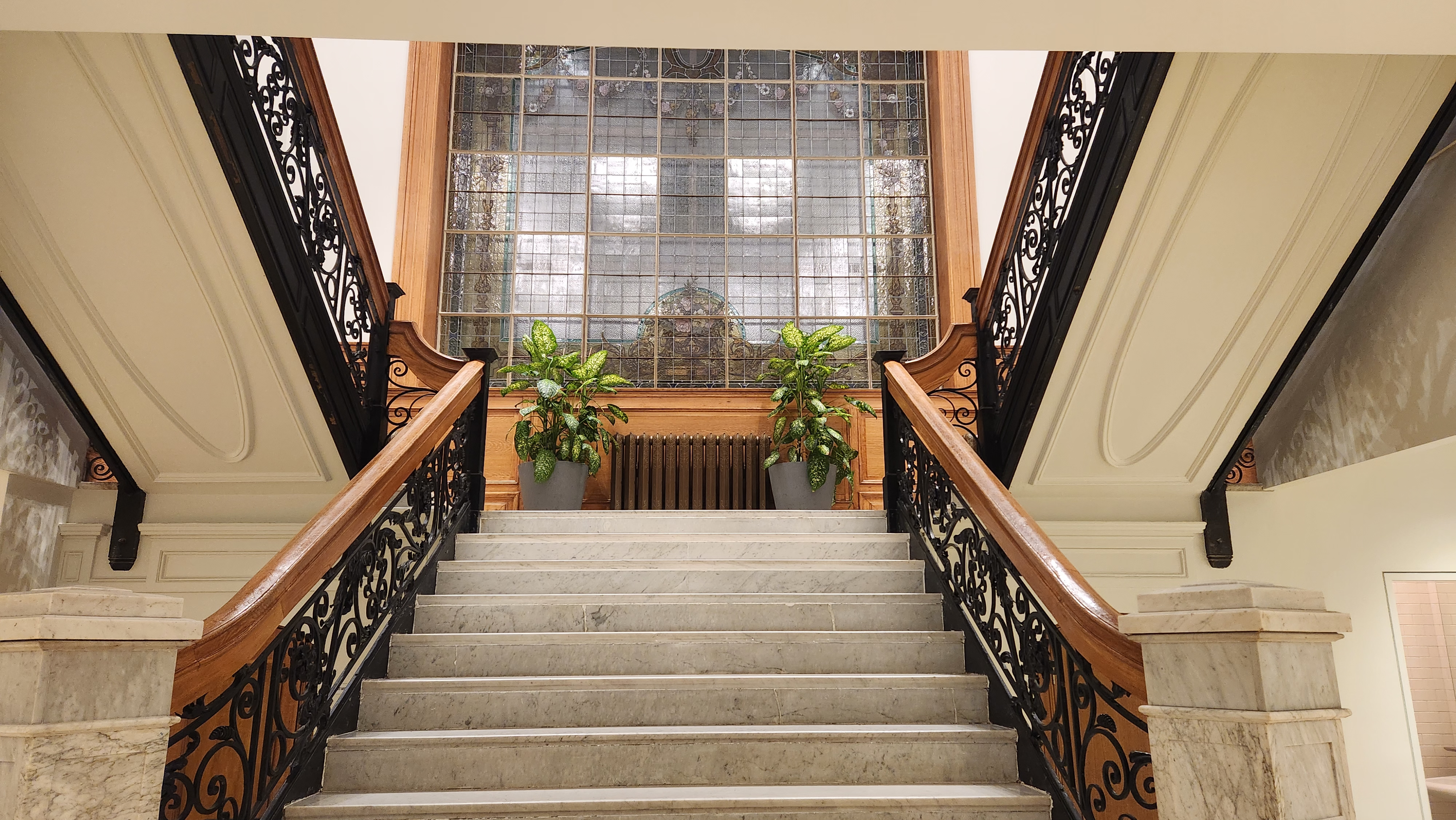
Escalier central de la bibliothèque Maisonneuve
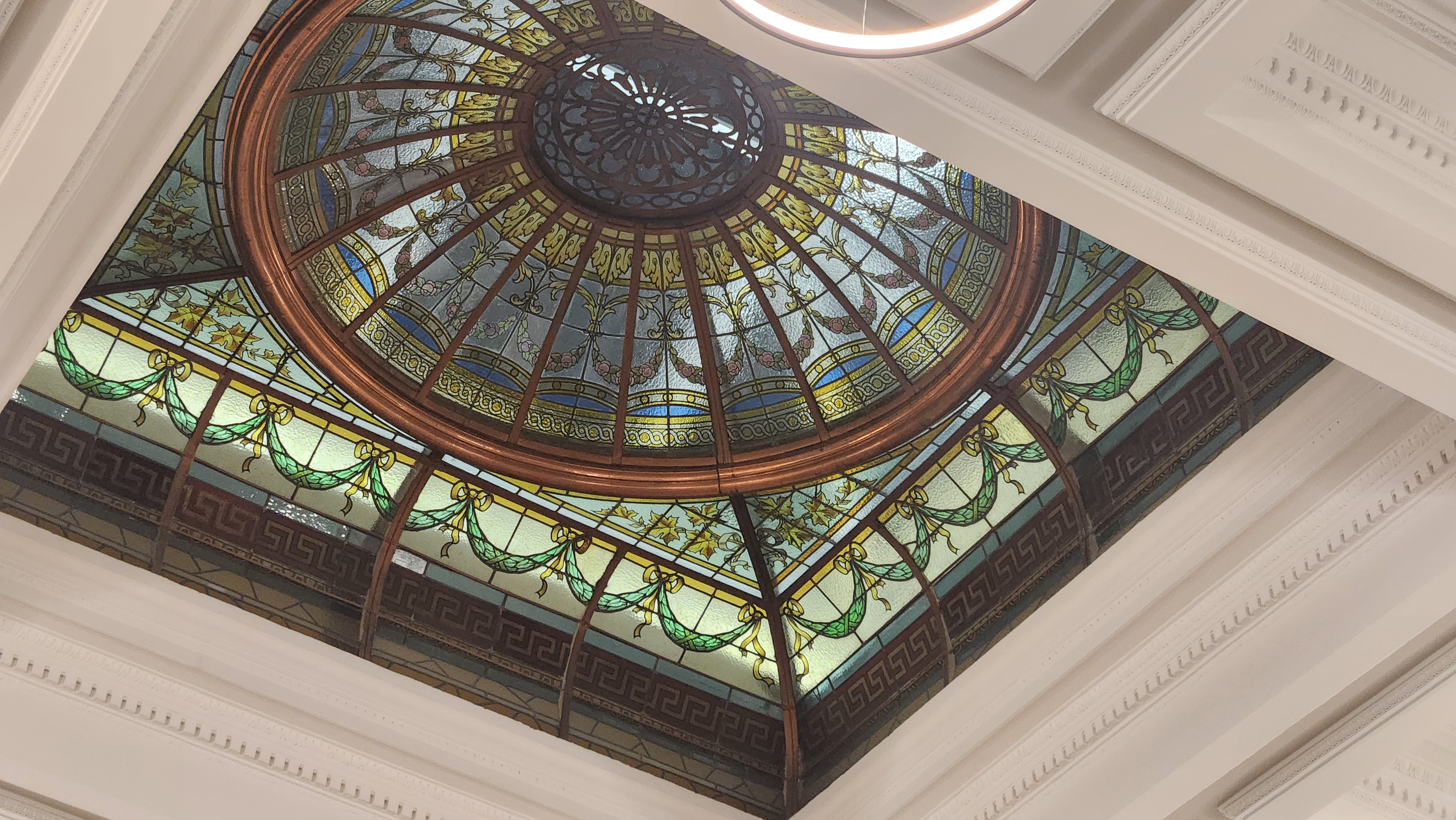